# Robert Watts (artiste)
Pour les articles homonymes, voir Watts (nom de famille) et Robert Watts (homonymie).
Robert Watts, né le 14 juin 1923 à Burlington (Iowa), et mort le 2 septembre 1988 à Martins Creek (en) (Pennsylvanie), est un artiste américain connu pour son travail en tant que membre du groupe international d'artistes Fluxus.
Il est aussi connu sous le nom de Bob Watts ou du docteur Bob.

## Biographie
Robert Watts s'installe à New York en 1948, où il étudie l'art à la Art Students League puis à l'université Columbia, où il obtient un diplôme en histoire de l'art, spécialisé en art précolombien et non occidental.
Il est professeur d'art au Douglass College de la Rutgers University du New Jersey en 1953, poste qu'il occupe jusqu'en 1984. Dans les années 1950, il est en contact étroit avec d'autres enseignants de Rutgers, notamment Allan Kaprow, Geoffrey Hendricks et Roy Lichtenstein. Cela a conduit certains critiques à prétendre que le pop art et l'art conceptuel ont commencé à Rutgers,.
Watts commence à exposer des œuvres dans un style proto-pop. Il participe à des expositions Pop Art telles que New Forms, l'exposition New Media en 1960 à la galerie Martha Jackson, l'exposition Popular Image à la Washington Gallery of Art en 1963 et l'exposition de 1964 sur les supermarchés américains à la Bianchini Gallery de New York, avec également Andy Warhol, Claes Oldenburg et Tom Wesselmann.
Avec George Brecht, il organise le festival proto-fluxus Yam en mai 1963, et est l'un des principaux protagonistes, avec George Maciunas, à faire de SoHo, à New York, le quartier des artistes.
Après avoir exposé à la galerie Leo Castelli en 1964, Watts tourne le dos au système de galeries et se concentre plutôt sur l'anti-art de l'avant-garde émergente new-yorkaise centrée autour de George Maciunas.
Robert Watts meurt vendredi 2 septembre 1988 d'un cancer du poumon à Martins Creek, en Pennsylvanie. 

### Fluxus
L'amitié de Watts avec Maciunas s'est concrétisée lorsque ce dernier a été confiné dans un lit d'hôpital en mai 1963. Pour lui remonter le moral, Watts lui envoya Hospital Events (voir  ). Maciunas a tellement apprécié le morceau qu'il l'a publié sous la forme d'une ancienne Fluxbox ; de nombreuses cartes d'événements contemporains de Watts ont par la suite été intégrées à Fluxus 1 (1963).
Ses œuvres font partie de nombreuses collections, notamment le musée d'art moderne de New York, le musée d'art américain Whitney, le musée d'art américain Smithsonian, l'Institut d'art de Chicago, le musée d'art de Philadelphie, le Musée d'Art moderne de San Francisco, le Walker Art Center à Minneapolis, le Centre Georges Pompidou, Paris, le Musée J. Paul Getty, le Kunsthaus Zurich et la Tate Modern à Londres.

## Voir également
- George Brecht